# André Galle
André Galle, né à Saint-Étienne le 15 ou le 27 mai 1761 et mort à Paris le 22 décembre 1844, est un graveur français. Il est également connu pour être l'inventeur de la chaîne à maillons avec engrenage, qu'il a breveté en 1829. Il est également l'arrière-grand-oncle du bibliophile et érudit lyonnais Léon Galle (1854-1914).

## Biographie
Il se marie avec Marie-Catherine Lejeune le mardi 9 novembre 1779 à Lyon. Ils eurent Barthélemy Galle (23 juillet 1780 à Lyon - 1780) ; Michel Galle (3 mai 1781 à Lyon - 1781) ; Marie-Anne Galle (30 mars 1782 à Lyon - 8 août 1843 à Paris au 10 rue de la Chaise) ; Jeanne Galle (1783 - 1869) ; Marie Galle (1789 - 1872).
Dès son enfance il travaille avec son père. Ce dernier, très habile graveur de coins et de sceaux (document Beckers), s'occupait principalement de l'ornementation des fusils. Ayant une famille nombreuse et ne trouvant pas assez de travail à Saint-Étienne, son père vint s'établir à Lyon et plaça son fils alors âgé de 12 ans comme apprenti chez Monsieur Paul Lecour, chef d'une importante fabrique de boutons de livrée (Manufacture Lecour : selon M. Volauzan, d'après la notice du maire de St Étienne, notice Beckers). Déjà, le jeune Galle commençait à montrer des dispositions exceptionnelles pour les arts, et on lui permit de suivre les cours publics de dessin.
Un jour, il vit une tête modelée en cire ; cela lui donne de nouvelles idées et bientôt il se procura de la cire qu'il modela lui-même ; il prit pour modèle son maître, à côté de qui il travaillait, tout en ayant l'air de graver son ouvrage, ne regardant son modèle qu'à la dérobée. Ce portrait fini, il le montra au chef d'atelier qui frappé de la ressemblance, en parla à Madame Lecour ; celle-ci en fut si contente qu'elle le lui demanda. Dès ce moment on permit au jeune Galle de dessiner et de modeler les dimanches et les jours de fête. M. Bergeon, célèbre peintre de fleurs et miniatures voyant dans ce portrait de si minutieuses dispositions, lui donna des conseils et le fit entrer à l'académie de Lyon.
À l'âge de 15 ans, ayant eu quelques difficultés avec son maître, il partit sur un coup de tête pour Paris, fit le voyage à pied et s'engagea comme soldat dans les pionniers puisque bien qu'on lui ait promis une meilleure situation, il se trouva rapidement sans argent. Au lieu des belles promesses qu'on lui avait faites on l'envoya au régiment de Saint-Denis et on l'occupa à traîner la brouette du matin au soir (travaux de terrassement pour l'État, selon la notice Beckers). Au  bout de 4 mois qui lui parurent des années, il écrivit à ses parents qui lui firent obtenir son congé. Il lui restait pour toutes ressources, 24 sous pour faire le voyage de Paris à Lyon. Il s'adressa à un ancien ami de son père qui l'habilla : il ne possédait que son uniforme. Il lui fit de grandes recommandations pour sa conduite à venir. Il a été ouvrier chez Lorthier, graveur de billets de la Caisse d’escompte et vignettes pour les imprimeurs. Mais il choisit de rentrer. Il fit le voyage à pieds en 18 jours et fut reçu à bras ouverts.
À partir de ce moment-là, André Galle, à peine âgé de 16 ans, se donna au travail avec une assiduité extraordinaire, il apprit la gravure, fit de rapide progrès en dessin et acquit une parfaite connaissance des diverses branches de l'industrie dans laquelle il s'était engagé (Beckers). À son retour à Lyon il rentra dans la manufacture de M. Lecour où son adresse ne tarda pas à lui être fort utile. Une fois son maître ayant à s'absenter pour peu de jours, confia à son contremaître l'impression d'un bouton pour un gentilhomme et qui devait être livré le jour suivant. Malheureusement, le coin cassa pendant la trempe. La consternation était grande dans l'atelier, quant notre jeune artiste offrit d'exécuter un nouveau coin et de le tremper dans l'espace de temps voulu, exploit qu'il accomplit à la grande satisfaction de ses compagnons inquiets du succès et à la non moins grande satisfaction de son patron qui aussitôt après le prit pour associé.
Après la mort de Monsieur Lecour, il fit un second voyage à Paris et exécuta avec M. Lorthier, graveur du Comte d'Artois, les billets de la caisse. Il revint à Lyon. Il devint chef de fabrication puis associé de la veuve et vint demeurer chez elle avec sa jeune femme car il s'était marié à l'âge de 18 ans. Quelques années après, à la mort de son patron, il resta seul à être à la tête de la maison et commença à concentrer son attention sur la gravure des médailles. Il devient maître-graveur le 23 avril 1785 :

« J'ai reçu de M. André Galle, exerçant cy devant et avant…de 1777 et sans maîtrise, la profession de graveur sur métaux, la somme de quarante cinq, 45frc faisant les 3/4 de la fixation de la maîtrise de fondeurs et Bossetiers, doreurs sur métaux et graveurs sur métaux, payable au profit du roi, conformément à l'article 16 de l'Édit du mois de janvier 1777 pour jouir par ledit Sieur Galle de tous les privilèges attribués à ladite maîtrise par ledit édit. Et fera ladite quittance dûment contrôlée à Paris, ce 23 avril 1785. Quittance du receveur général des revenus casuels, pour servir à la recette des 3/4 des droits payés pour l'admission aux maîtrises de la ville de Lyon. »

Il prit un associé chargé de la comptabilité et des affaires commerciales, il prit lui-même la direction de tout ce qui était gravure et mécanique. André Galle monte alors avec un associé une société de boutons notamment, selon un acte fait à Lyon le 27 août 1786 :

« Pierre Chaselard, Marchand Boutonnier et André Galle, graveur demeurant à Lyon, ont créé une société de Boutons en dorure de tous genres et autres articles en dépendants tant en gravure qu'enjolivures pour 9 ans qui ont commencé le 1er juillet 1786 et finissant le 30 juin 1795. Il semble qu'il s'associa aussi à Jean Baptiste Volozan, la raison sociale étant “Galle ainé, Volozon et compagnie”. »

En 1789, il est installé comme graveur à Lyon, place des Terreaux à l'angle de la rue Sainte-Marie. Il semble se spécialiser dans la graine des cachets, travaille pour les Directoires de district durant la Révolution. Sa première médaille est celle de la Liberté en 1792 ; cette pièce d'un travail délicat, lui valut l'honneur d'être délégué à Paris, par la ville de Lyon, à propos de l'utilisation du métal des cloches. C'est à cette époque qu'il produisit deux essais de monnaie frappés en métal de cloche ; l'un d'eux représente la tête de Mirabeau, c'est un des meilleurs portrait du grand orateur. Peu après son arrivée ans la capitale, le Comité de salut public lui commande une médaille dont le sujet était : « Hercule écrasant l'Hydre », symbole du peuple français détruisant les abus du système monarchique. C'est vers cette époque que l'artiste fit la connaissance de Dupré. Auxiliaire de Dupré, graveur général de la monnaie et médaille, il le supplée car ce dernier est en semi-disgrâce. Il étudia aussi la sculpture sous Chaudet afin d'arriver à une plus grande puissance dans le modelé. Il a intégré la Manufacture d'Armes de luxe de Versailles, créée en 1799, et dirigée par Le Grand. En 1799, Denon, qui devint plus tard Directeur du Musée Impérial, confia à Galle la médaille commémorative de la conquête de la Haute-Égypte qui resta une de ses meilleures productions. De 1806 à 1839, l'artiste exposa au Salon annuel régulièrement.
En 1809, il obtint le prix décennal et l'année suivante la classe des Beaux-Arts de l'Institut ayant ouvert un concours aux meilleurs ouvrages de gravure, Galle entra en lice et remporta le premier prix. Cette victoire enregistrée avec beaucoup d'éloges dans les journaux de l'époque, devient décisive pour la réputation et l'avenir de l'artiste ; il fut élu membre de l'Académie des beaux-arts en 1819 et fut fait chevalier de la Légion d'honneur en 1826. Ses élèves furent Dubourg Michaut, Oudiné et Adrien Vauthier. Selon Roger Marx : « Jusqu'à l'extrême vieillesse, il reste le ciseleur de boutons de ses débuts, l'ouvrier impeccable qui ne s'épargne aucun détail et dont l'outil, merveilleusement adroit à consigner les minusculités en apparence insaisissables, désespéra la patience et l'envie de graveurs à venir. »
André Galle mourut le 22 décembre 1844, en son domicile 10, rue de la Chaise à Paris.

## Œuvres
Liste des 47 médailles exécutées par André Galle (non exhaustif) :
- Pour l'Empire

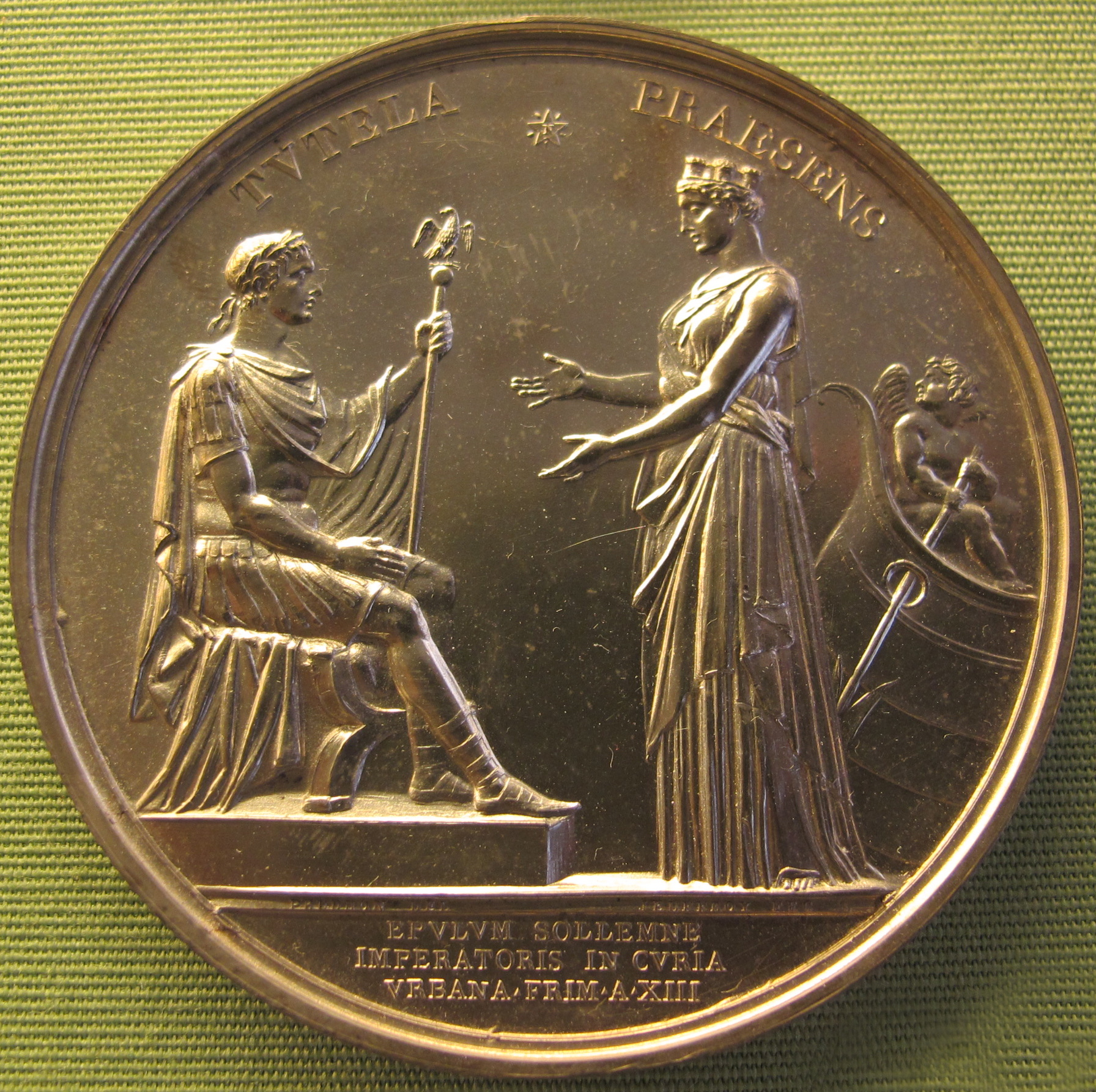
couronnement de Napoléon

  - couronnement de NapoléonConquête de la Haute-Égypte (An VII) ; Retour d'Égypte ; Arrivée à Fréjus (An VIII) ; Couronnement de Napoléon sur le Pavois commandé par la préfecture de la Seine (An XIII) ; Prise de Vienne et de Presbourg (1805) ; Sceaux de l'État ; Batailles d'Iéna (1806) ; de Friedland (1807) ; Médaillon de sa Majesté l'empereur et Roi (1808) ; Les maires de Paris à Schönbrunn (1808) ; Bataille de Wagram (1809) ; L'Autriche vaincue ; Portrait de Xavier Bichat ; Notaires de l'arrondissement de Lyon ; Sceau du Roi de Naples ; Mariage de l'Empereur-têtes superposées (1810) ; Vivant Denon (1810) ; Pompes funèbres du Duc de Montebello (Tête laurée de Napoléon) ; Retraite de Russie (1812) ; Napoléon et Marie Louise ; Elisa (sœur de Napoléon) ; Le roi de Rome (1812) ; Hippocrate ; Deux médaillon de femmes ; portrait de Jean Goujon ; Portrait de Philibert Delorme ; Sceau de l'État.

- Restauration

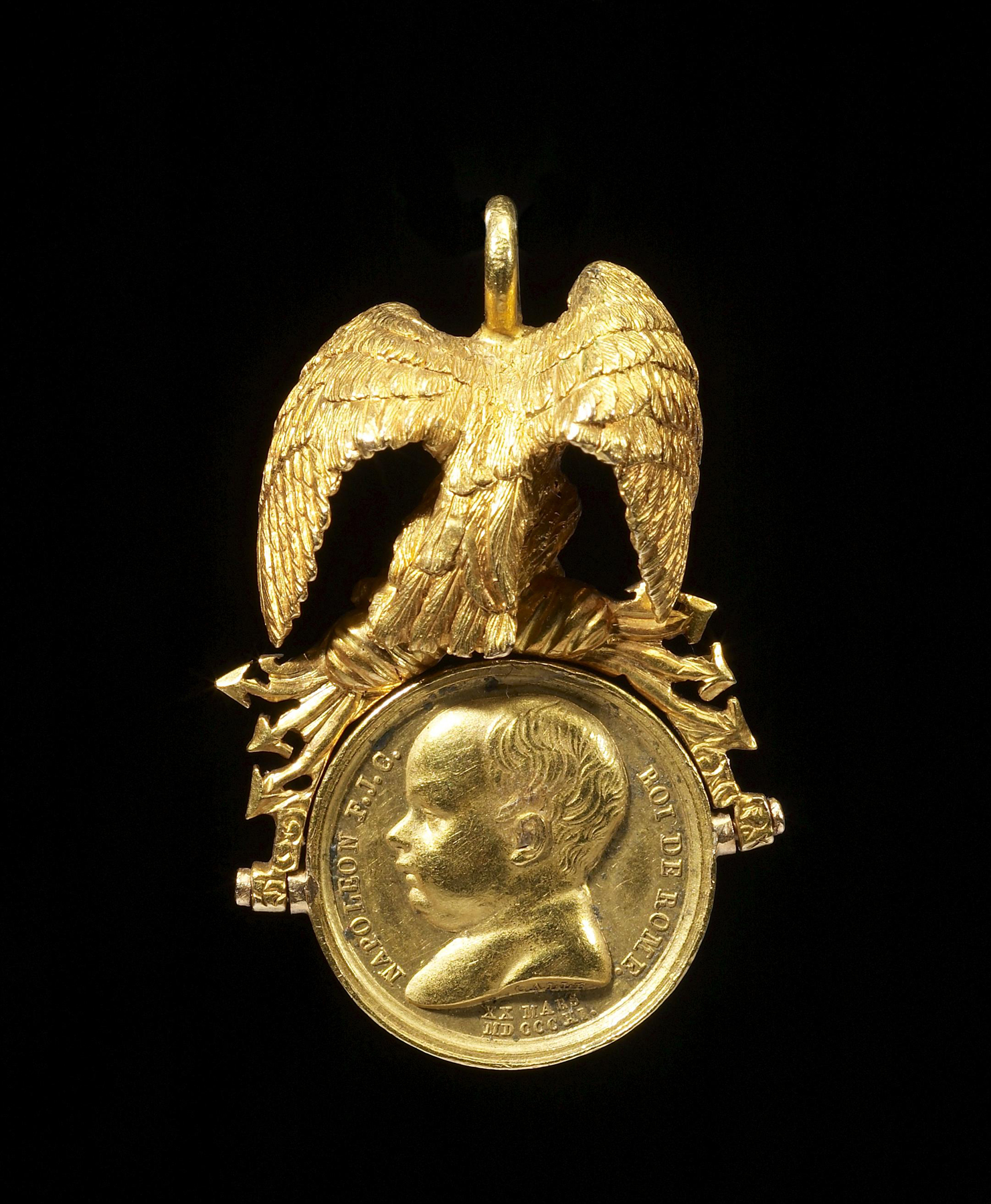
Roi de Rome (Bertrand Andrieu - André Galle

  - Première entrée de Louis XVIII à Paris - tête et revers, croix de fidélité (1814) ; Mariage du Duc de Berry (1816) ; Hommage aux trois dynasties (1817) ;  Plaquette pour le billet de cinq cents francs de la Banque de France (1817) ; Médaille sur la mort de Louis XVI : Portrait du roi Louis XVIII ; Lamoignon de Malesherbes ; René Descartes ; Baptême du Duc de Bordeaux (1821) ;  Médaille offerte au Préfet de police par les agents de change de Paris ; Louis XVII entre dans Paris (1822) ; Fin de la captivité de Madame ; Jeton des notaires de l'arrondissement de Laon ; L'Industrie fécondée par les découvertes faites depuis 40 ans - Minerve assise, à ses pieds Vulcain et Mercure (1822) ; Pose de la première pierre de la Barrière poissonnière (1824) ; La Duchesse d'Angoulême quittant la France (1824) ; portrait de Jacques-Louis David ; Portrait de Henry Grattan, l'homme d'État irlandais ; portait de Lamoignon ; portrait de Michel Colombo, écrivain italien ; La Prudence tenant un miroir entouré d'un serpent ; jeton pour la Compagnie des mines de fer de Saint-Étienne ; Mort du Roi, Rétablissement de la statue de Louis XIV à Lyon - têtes superposées de Louis XVIII et de Charles X au recto, au verso statue équestre (1825) ; Étude d'une tête.

- Monarchie de Juillet
  - Conseil municipal de la ville de Paris, Occupation de l'Algérie (1838) ; Translation des cendres de Napoléon (1840), Louis-Philippe ; Paix et commerce ; Portrait de Charles X.

- Autres grands hommes
  - Canning ; A.M.J.J. Dupin ; Gros ; James Watt ; Matthew Boulton ; Pastoret ; Alexandre Ier, Empereur de Russie ; Frédéric Ier, Roi de Wurtemberg ; Hippocrate ; Gustave-Adolphe.

- Sceaux et cachets
  - Portrait de Napoléon, jetons pour la société des Hauts Fourneaux de Saint-Étienne ; sceau des Gardes nationales ; sceau du ministère des affaires étrangères ; cachet du Comité de salut public (Hercule terrassant l'Hydre).

## Nominations et décorations
Il reçoit, en 1809, le prix décennal. Intégré à l'Institut en 1819, reçu membre honoraire de la Société royale des Beaux-Arts de Bruxelles le 3 (ou 15) avril 1822, il fut ensuite élevé au grade de Chevalier de la Légion d'honneur (dossier GALLE / décoration répertoriée sous la série 5°, no d'ordre 40747 dans le registre 14 folio 175) au château des Tuileries le 5 avril 1828.
Le diplôme délivré le 31 août 1839 par le ministère de l'Agriculture et du Commerce, Exposition des produits de l'industrie nationale pour 1839, rappelle la médaille d'argent qu'il a reçu lors de l'exposition de 1834.
Six mois avant sa mort, le 20 juin 1844, il est nommé membre correspondant au National Institute for the Promotion for Science de Washington.

## Chaîne Galle
Un premier brevet (no 4072) date du 29 juillet 1829. Celui-ci a une durée de 10 ans. Il donne une note descriptive de cette chaîne. Le second brevet est un rappel du premier mais Galle brevette en plus un crochet qui s'y adapte ; là encore est joint une note, ce 2e brevet porte le no 5025 et date du 3 août 1832.
Après la mort d'André Galle et de sa fille Jeanne Galle, une première société est créée par les héritiers. Elle a pour nom : Veuve Guyot & Neveux. La mort de Marie Galle en 1872, oblige les actionnaires à recréer une société. La société n'existe plus et les brevets ont été vendus par les héritiers.